# Oleksandr Usyk
Oleksandr Oleksandrovyč Usyk (in ucraino Олександр Олександрович Усик?; Sinferopoli, 17 gennaio 1987) è un pugile ucraino, attuale campione del mondo dei pesi massimi WBC, WBA, WBO, IBF e IBO, nonché campione lineare della categoria. Da dilettante ha vinto la medaglia d'oro nella categoria dei pesi massimi al torneo di pugilato delle Olimpiadi di Londra 2012.
Ha regnato da campione mondiale indiscusso dei pesi massimi leggeri dal 2018 al 2019, essendo il primo pugile nella storia di questa categoria a conquistare in contemporanea tutte e quattro le maggiori cinture: la WBO nel 2016 mentre la WBC, la WBA (Super) e la IBF nel 2018. Tali titoli sono stati poi resi vacanti in seguito al passaggio nei pesi massimi. Nel 2018, a seguito dei risultati ottenuti, viene nominato “pugile dell'anno” da The Ring. Il 25 settembre 2021, battendo per decisione unanime Anthony Joshua, vince i titoli WBA (Super), IBF, WBO e IBO dei pesi massimi. Nel 2024 diventa campione indiscusso dei pesi massimi dopo aver sconfitto ai punti il pugile inglese Tyson Fury, imbattuto da 16 anni.
A maggio 2024 Usyk è classificato come miglior pugile pound for pound in attività, dalla Transnational Boxing Rankings Board (TBRB) e da The Ring, e terzo dalla ESPN. È poi considerato il miglior peso massimo in attività dalla Boxrec, dalla ESPN e dalla TBRB. A seguito dei risultati ottenuti è considerato uno dei migliori pugili della sua generazione e uno dei migliori pesi massimi della storia.

## Biografia
Nel 2002, dopo aver giocato a calcio nella squadra della sua città natale, inizia a praticare il pugilato.
Nel 2010 si laurea in scienze motorie e sportive presso l'Università Statale di cultura fisica di Leopoli.
Nel 2020 viene schedato, insieme a Vasyl' Lomačenko, dal sito Myrotvorec', il quale sostiene che i due "ripetendo le dichiarazioni del Cremlino (che Russia e Ucraina sono un'unica nazione), rifiutando l'aggressione russa e negando l'indipendenza dell'ortodossia ucraina dal controllo della Chiesa Ortodossa Russa, si sono schierati con i traditori dell'Ucraina".
A seguito dell'invasione russa dell'Ucraina, ha condannato la Russia e ha dichiarato di avere un rapporto di amicizia con Volodymyr Zelens'kyj.

## Carriera

### Carriera dilettante
Ai campionati europei di pugilato dilettanti 2006 conquista la sua prima medaglia di bronzo, battuto in semifinale dal russo Matvej Korobov nella categoria dei pesi medi.
Cambiata categoria a favore dei pesi mediomassimi, ha vinto la Coppa Strandya nel 2008. Sempre nel 2008, per la difficoltà a mantenere il peso, sale ancora di categoria a favore dei pesi massimi, conquistando a Roseto degli Abruzzi la qualificazione olimpica per Pechino 2008, dove sostituisce il connazionale Denys Pojacyka campione europeo di categoria. Al torneo olimpico però viene eliminato ai quarti di finale da un esplosivo Clemente Russo.
Nel novembre dello stesso anno scende nuovamente di peso e conquista la medaglia d'oro agli europei di Liverpool nella categoria dei pesi mediomassimi.
Tornato nei pesi massimi, nel 2009 vince la medaglia di bronzo ai mondiali di Milano 2009, battuto in semifinale dal pugile russo Egor Mechoncev.
Nel 2011 conquista la medaglia d'oro ai mondiali di Baku 2011, battendo in finale l'azero Teymur Məmmədov.
Nel 2011 vince la medaglia d'oro nella categoria dei pesi massimi al Memorial Sagadat Nurmagambetov, di Almaty in Kazakistan, svoltosil dal 9 al 14 maggio.
L'11 agosto 2012 vince l'oro alle Olimpiadi di Londra, battendo in finale l'italiano Clemente Russo.
Usyk lascia il dilettantismo con un record di 335 vittorie e 15 sconfitte.

### Carriera professionistica
Passa al professionismo nel 2013, all'età di 26 anni firmando un contratto con la società K2 Promotion, dei fratelli Klitschko. Debutta il 9 novembre sconfiggendo il pugile messicano Felipe Romero per KO al 5º round. Dopo una striscia di nove vittorie consecutive, tutte per KO, gli viene concessa la chance per il mondiale WBO.
Il 17 settembre 2016 sfida l'imbattuto campione polacco Krzysztof Głowacki, all'Ergo Arena di Danzica. Per l'occasione l'allenatore di Usyk avrebbe voluto l'ex campione mondiale Antonio Tarver per le sessioni di sparring, poi a causa della richiesta eccessiva di compenso e alla sua volontà di apparire sul programma della serata, l'idea non andò in porto. L'incontro, trasmesso su SKY Sport in Inghilterra, si conclude ai punti con decisione unanime a favore di Usyk con il punteggio di 119-109, 117-111, 117-111. Il pugile ucraino domina le 12 riprese con l'uso del jab, il polacco riporta un taglio all'occhio dalle riprese iniziali che continua a sanguinare fino alla conclusione dell'incontro. Durante le spettacolari riprese, Usyk domina anche per velocità di braccia e capacità di spostarsi sulle gambe, aiutando a portare il punteggio dalla sua parte.
Il 17 dicembre 2016 difende per la prima volta il titolo WBO, vincendo per KO contro il pugile sudafricano Thabiso Mchunu in 9 riprese.
In seguito riesce a difendere il titolo per altre due volte, rispettivamente contro Michael Hunter l'8 aprile 2017 e contro Marco Huck il 9 settembre 2017. Il 27 gennaio 2018 conquista, per split decision, il titolo WBC dei pesi massimi leggeri, sconfiggendo il pugile lettone Mairis Briedis. Il 21 luglio 2018 ha davanti a sé una grande occasione, ossia l'unificazione delle cinture dei pesi massimi leggeri. Lo sfidante è il pugile russo Murat Gassiev. Usyk riesce a sconfiggere l'avversario vincendo per decisione unanime ai punti, conquistando così le cinture mancanti, WBA e IBF. Nella stessa serata vincerà anche il trofeo Muhammad Ali. Il 10 novembre del 2018, a Manchester, difende i titoli contro il pugile inglese Tony Bellew vincendo per KO all'ottava ripresa.
Usyk entra nella categoria dei pesi massimi il 12 ottobre 2019, vincendo per il getto della spugna contro Chazz Witherspoon al settimo round. Il 31 ottobre 2020, allo stadio Wembley l'ucraino sconfigge il pugile inglese Derek Chisora, conquistando il titolo WBO intercontinentale dei pesi massimi.

#### 2021: il titolo mondiale dei pesi massimi
A seguito del mancato incontro tra Anthony Joshua e Tyson Fury, valido per l'unificazione delle cinture dei pesi massimi, il pugile inglese è chiamato a difendere i suoi titoli.
L'incontro tra Joshua e Usyk viene annunciato nell'estate 2021 per il 25 settembre al Tottenham Hotspur Stadium a Londra.
Si arriva così al 25 settembre 2021, davanti a 60.000 persone, in quello che probabilmente è il match più atteso dell'anno.
L'incontro risulta equilibrato per quasi tutta la durata: nelle ultime riprese e specialmente nell'ultima Usyk riesce a portare a segno numerose combinazioni sfiorando il KO. A seguito di 12 riprese, in cui il pugile inglese non riesce quasi mai a trovare la misura, Oleksandr Usyk vince per decisione unanime ai punti 117-112, 116-112 e 115-113, diventando il nuovo campione mondiale dei pesi massimi e conquistando i titoli WBA (Super), IBF, WBO e IBO.

#### 2022: rematch contro Anthony Joshua e difesa contro Dubois
Il 20 agosto 2022, a Jeddah, in Arabia Saudita, Usyk vince il rematch contro Anthony Joshua per split decision, confermandosi campione WBA, IBF, WBO e IBO e conquistando il titolo The Ring dei pesi massimi.
Circa un anno dopo Usyk torna a combattere, questa volta in Polonia, difendendo il titolo contro un altro inglese, il 25 enne Daniel Dubois. L'incontro è oggetto di controversie a seguito di un colpo basso sospetto di Dubois, Usyk rimane giù diversi minuti, pubblico e ufficiali si divisero tra chi ritenne il colpo legale o illegale. Infine fu giudicato illegale e alla ripresa del combattimento Usyk ottenne la vittoria per KO tecnico difendendo il titolo WBA, IBF e WBO.

#### 2024: campione indiscusso dei pesi massimi
L’incontro viene annunciato per il 17 febbraio 2024 in Arabia Saudita e poi posticipato a causa di un infortunio rimediato da Fury in allenamento.
Si arriva perciò al 18 maggio 2024 e si combatte sempre in Arabia Saudita, alla Kingdom Arena. 
Il match inizia bene per il pugile ucraino che riesce ad imporre il proprio ritmo nelle prime riprese; Fury nel mentre cresce e domina la parte centrale dell’incontro, fino all’ottavo round dove rimedia un infortunio al naso e nel nono round dove subisce un atterramento. Da questo momento in poi il pugile ucraino riuscirà a dominare la parte finale del match.
Usyk vince per split decision 115-112, 113-114 e 114-113 contro Tyson Fury e conquista la cintura WBC e il titolo di campione lineare, diventando il nuovo campione indiscusso dei pesi massimi, il primo a riuscirci nell’era delle quattro cinture.
L’ultimo a essere riuscito in tale impresa era stato Lennox Lewis nel 1999.
È stato annunciato il rematch, previsto per il 21 dicembre 2024 a Riyadh, che ha visto prevalere nuovamente il pugile ucraino ai punti.
Il 19 luglio 2025 avviene un re-match contro Dubois, che vede Usyk nuovamente vincitore con un TKO.

## Risultati nel pugilato
| N. | Risultato | Record | Avversario         | Metodo | Round   | Data              | Città                                             | Note |
| -- | --------- | ------ | ------------------ | ------ | ------- | ----------------- | ------------------------------------------------- | --- |
| 24 | Vittoria  | 24-0   | Daniel Dubois      | TKO    | 5 (12)  | 19 luglio 2025    | Wembley Stadium, Londra, Regno Unito              | Difende i titoli WBA (Super), WBC, WBO, IBO e The Ring dei pesi massimi. Vince il titolo mondiale IBF dei pesi massimi.     |
| 23 | Vittoria  | 23-0   | Tyson Fury         | UD     | 12      | 21 dicembre 2024  | Riad, Arabia Saudita                              | Difende i titoli WBA (Super), WBC, WBO, e IBO dei pesi massimi.                                                             |
| 22 | Vittoria  | 22-0   | Tyson Fury         | SD     | 12      | 18 maggio 2024    | Riad, Arabia Saudita                              | Difende i titoli WBA (Super), IBF, WBO, e IBO dei pesi massimi. Vince il titolo mondiale WBC dei pesi massimi.              |
| 21 | Vittoria  | 21-0   | Daniel Dubois      | TKO    | 9 (12)  | 26 agosto 2023    | Stadion Wroclaw, Wroclaw, Polonia                 | Difende i titoli WBA (Super), IBF, WBO, e IBO dei pesi massimi.                                                             |
| 20 | Vittoria  | 20–0   | Anthony Joshua     | SD     | 12      | 20 agosto 2022    | King Abdullah Sports City, Jeddah, Arabia Saudita | Difende i titoli WBA (Super), IBF, WBO, e IBO dei pesi massimi. Vince il titolo The Ring dei pesi massimi.                  |
| 19 | Vittoria  | 19–0   | Anthony Joshua     | UD     | 12      | 25 settembre 2021 | Tottenham Hotspur Stadium, Londra, Inghilterra    | Vince i titoli WBA (Super), IBF, WBO, e IBO dei pesi massimi.                                                               |
| 18 | Vittoria  | 18–0   | Dereck Chisora     | UD     | 12      | 31 ottobre 2020   | The SSE Arena, Londra, Inghilterra                | Vince il titolo WBO Inter-Continental pesi massimi                                                                          |
| 17 | Vittoria  | 17–0   | Chazz Witherspoon  | RTD    | 7 (12)  | 12 ottobre 2019   | Wintrust Arena, Chicago, USA                      | |
| 16 | Vittoria  | 16–0   | Tony Bellew        | KO     | 8 (12)  | 10 novembre 2018  | Manchester Arena, Manchester, Inghilterra         | Difende i titoli WBC, WBA, WBO, IBF e The Ring dei pesi massimi leggeri.                                                    |
| 15 | Vittoria  | 15–0   | Murat Gassiev      | UD     | 12      | 21 luglio 2018    | Olympic Stadium, Mosca, Russia                    | Difende il titolo WBO e WBC dei pesi massimi leggeri. Vince il titolo WBA (Super), IBF e The Ring dei pesi massimi leggeri. |
| 14 | Vittoria  | 14–0   | Mairis Briedis     | SD     | 12      | 27 gennaio 2018   | Arēna Rīga, Riga, Lettonia                        | Difende il titolo WBO pesi massimi leggeri. Vince il titolo WBC dei pesi massimi leggeri.                                   |
| 13 | Vittoria  | 13–0   | Marco Huck         | TKO    | 10 (12) | 9 settembre 2017  | Max-Schmeling-Halle, Berlino, Germania            | Difende il titolo WBO pesi massimi leggeri                                                                                  |
| 12 | Vittoria  | 12–0   | Michael Hunter     | UD     | 12      | 8 aprile 2017     | MGM National Harbor, Oxon Hill, USA               | Difende il titolo WBO pesi massimi leggeri                                                                                  |
| 11 | Vittoria  | 11–0   | Thabiso Mchunu     | TKO    | 9 (12)  | 17 dicembre 2016  | The Forum, Inglewood, USA                         | Difende il titolo WBO pesi massimi leggeri                                                                                  |
| 10 | Vittoria  | 10–0   | Krzysztof Głowacki | UD     | 12      | 17 settembre 2016 | Ergo Arena, Danzica, Polonia                      | Vince il titolo WBO pesi massimi leggeri                                                                                    |
| 9  | Vittoria  | 9–0    | Pedro Rodriguez    | TKO    | 7 (12)  | 12 dicembre 2015  | Palace of Sports, Kiev, Ucraina                   | Difende il titolo WBO Inter-Continental vacante dei pesi massimi leggeri                                                    |
| 8  | Vittoria  | 8–0    | Johnny Muller      | TKO    | 3 (12)  | 29 agosto 2015    | Palace of Sports, Kiev, Ucraina                   | Difende il titolo WBO Inter-Continental vacante dei pesi massimi leggeri                                                    |
| 7  | Vittoria  | 7–0    | Andrey Knyazev     | TKO    | 8 (10)  | 18 aprile 2015    | Palace of Sports, Kiev, Ucraina                   | Difende il titolo WBO Inter-Continental vacante dei pesi massimi leggeri                                                    |
| 6  | Vittoria  | 6–0    | Danie Venter       | TKO    | 9 (10)  | 13 dicembre 2014  | Palace of Sports, Kiev, Ucraina                   | Difende il titolo WBO Inter-Continental vacante dei pesi massimi leggeri                                                    |
| 5  | Vittoria  | 5–0    | Daniel Bruwer      | TKO    | 7 (10)  | 4 ottobre 2014    | Arena Lviv, Leopoli, Ucraina                      | Vince il titolo WBO Inter-Continental vacante dei pesi massimi leggeri                                                      |
| 4  | Vittoria  | 4–0    | Cesar David Crenz  | KO     | 4 (8)   | 31 maggio 2014    | Sports Palace, Odessa, Ucraina                    | |
| 3  | Vittoria  | 3–0    | Ben Nsafoah        | KO     | 3 (8)   | 26 aprile 2014    | König Pilsener Arena, Oberhausen, Germania        | |
| 2  | Vittoria  | 2–0    | Epifanio Mendoza   | TKO    | 4 (6)   | 7 dicembre 2013   | Ice Arena TEC Terminal, Brovary, Ucraina          | |
| 1  | Vittoria  | 1–0    | Felipe Romero      | TKO    | 5 (6)   | 11 settembre 2013 | Palace of Sports, Kiev, Ucraina                   | |

### Riassunto carriera amatore
| Evento          | Edizione       | Categoria             | Trentaduesimi | Sedicesimi                           | Ottavi                              | Quarti                                | Semifinale                              | Finale                                 | Pos. | Note   |
| --------------- | -------------- | --------------------- | ------------- | ------------------------------------ | ----------------------------------- | ------------------------------------- | --------------------------------------- | -------------------------------------- | ---- | ------ |
| Europei         | Plovdiv 2006   | Medi (-75 kg)         | N.D.          | Balazs Kelemen ( Ungheria) V RSC 3   | Badou Jack ( Svezia) V RSC 3        | Revaz Karelishvili ( Georgia) V 38-15 | Matvey Korobov ( Russia) P RSCO 3       | non qualificato                        |      | [ 6 ]  |
| Olimpiadi       | Pechino 2008   | Massimi (-91 kg)      | N.D.          | N.D.                                 | Yushan Nijiati ( Cina) V 23-4       | Clemente Russo ( Italia) P 4-7        | non qualificato                         | non qualificato                        | 5º   | [ 7 ]  |
| Europei         | Liverpool 2008 | Mediomassimi (-81 kg) | N.D.          | Alexandr Moskovskiy ( Russia) V 15-7 | Bosko Draskovic ( Montenegro) V 8-0 | Bahram Muzaffer ( Turchia) V 12-3     | Nikolajs Grisunins ( Lettonia) V 5-4    | Siarhei Karneyeu ( Bielorussia) V 11-2 |      | [ 8 ]  |
| Coppa del Mondo | Mosca 2008     | Massimi (-91 kg)      | N.D.          | N.D.                                 | N.D.                                | Elchin Alizade ( Azerbaigian) V 12-4  | Mihail Muntean ( Moldavia) V 5-2        | Osmay Acosta ( Cuba) P wo              |      | [ 9 ]  |
| Mondiali        | Milano 2009    | Massimi (-91 kg)      | Bye           | Manpreet Singh ( India) V 16-2       | Stephen Simmons ( Scozia) V 11-1    | Vitalijus Subacius ( Lituania) V 19-1 | Egor Mechoncev ( Russia) P 10-14        | non qualificato                        |      | [ 10 ] |
| Mondiali        | Baku 2011      | Massimi (-91 kg)      | Bye           | Eugenijus Tutkus ( Lituania) V 26-2  | Tervel Pulev ( Bulgaria) V RET      | Artur Beterbiyev ( Russia) V 17-13    | Siarhei Karneyeu ( Bielorussia) V 23-10 | Teymur Mammadov ( Azerbaigian) V 25-15 |      | [ 11 ] |
| Olimpiadi       | Londra 2012    | Massimi (-91 kg)      | N.D.          | N.D.                                 | Bye                                 | Artur Beterbiev ( Russia) V 17-13     | Tervel Pulev ( Bulgaria) V 21-5         | Clemente Russo ( Italia) V 14-11       |      | [ 12 ] |

## Onorificenze

### Vita privata
È sposato con Kateryna, la coppia ha 4 figli nati nel 2009, 2013, 2015, 2024. Vivono a Kiev, in Ucraina.
Dopo circa un mese dall'annessione della Crimea da parte della Federazione Russa, ha dichiarato (il 28 aprile 2014) che non avrebbe mai cambiato la sua cittadinanza ucraina in quanto considera la Crimea come parte dell'Ucraina. Nel 2016 rispondendo alla domanda se poteva ancora tornare in Crimea e sulla sua posizione patriottica ha detto di sì, e che non ama parlare di politica perché si va fuori contesto, e che in Russia ha molti fan e non distingue le due popolazioni in quanto entrambe slave.
Ha dichiarato durante un'intervista:
È facile amare l’umanità in generale, ma è il nostro vicino che dobbiamo imparare ad amare»
(Oleksandr Usyk)